# Čechomor
Čechomor – czeski folkowy zespół muzyczny tworzący nowe aranżacje ludowych pieśni z Czech, Moraw i ze Słowacji. Zespół inspiruje się rockiem, muzyką elektroniczną i folkiem celtyckim.

## Historia
Grupa powstała w 1988 r. w Pradze, jako Wolne Czesko-Morawskie Towarzystwo Muzyczne (cz. Českomoravská nezávislá hudební společnost). W pierwszym składzie grupy grali: Jiří Břenek (skrzypce, śpiew), František Černý (gitara, śpiew), Jiří Michálek (akordeon) i Antonín Svoboda (skrzypce). Swój pierwszy album Dověcnosti grupa wydała w 1990 r. Na album składało się 18 ludowych piosenek. W 1994 r. grupa zaczęła korzystać z instrumentów elektronicznych, zmieniając wcześniejszy akustyczny profil. Do zespołu wtedy dołączyli Martin Rychta i Michal Pavlík. W tym czasie zatrudniono Karela Holasa, jako dodatkowego skrzypka.

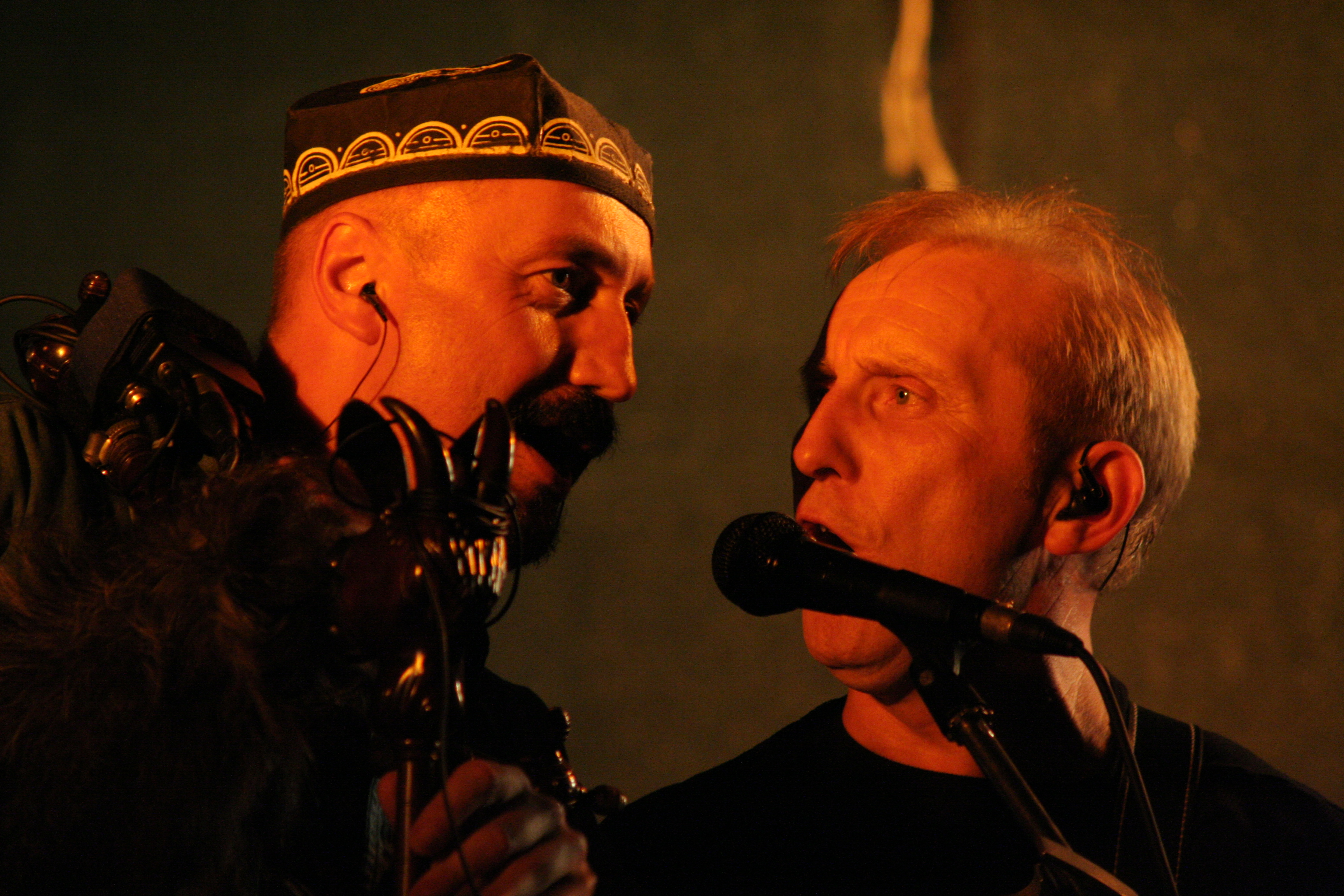
Michal Pavlík i František Černý

Grupa już pod nową, krótszą nazwą Czesko-Morawskie Towarzystwo Muzyczne wydała w 1996 r. album Mezi horami, który przez niektórych czeskich krytyków jest uznawany za najlepszy album zespołu. W 1996 r. umarł współzałożyciel grupy Jiří Břeněk, a Karel Holas został stałym członkiem grupy. W 2000 r. grupa wydała nową płytę Čechomor (album) na której figuruje już pod nową, używaną do dzisiaj nazwą Čechomor. Przy nagrywaniu tego albumu uczestniczyła jako gość Lenka Dusilová, która od tamtej pory częściej współpracuje z zespołem (gitara, śpiew). W tym samym roku Čechomor wyruszył w trasę koncertową razem z Jaromirem Nohavicą. Po tym tournée do zespołu dołączył nowy perkusista Radek Klučka.
W 2001 r. zespół zagrał koncert w Rudolfinum razem z orkiestrą symfoniczną. Koncert zaaranżował piosenkarz, lider zespołu Killing Joke, Jaz Coleman, który został też producentem kolejnej płyty Čechomora Przemiany (cz. Proměny). Za nowy album zespół otrzymał wiele nagród i dzięki niemu stał się znany także poza granicami Czech.
W tym czasie o Čechomorze, Jazie Colemanie i Nohavicy reżyser Petr Zelenka nakręcił absurdalną komedię Rok diabła (cz. Rok ďábla), opartą na nagraniach ze wspólnej trasy koncertowej z lata 2000 r. Film wszedł do kin w 2002 r.
W 2004 r. perkusistę Radka Klučkę zastąpił Roman Lomtadze. W tym samym roku już z nowym perkusistą grupa wydała płytę Co sa stalo nové. W nagraniach uczestniczyli gościnnie irlandzki piosenkarz Iarla Ó Lionáird i japoński flecista Joji Hirota.
Od 2016 roku z zespołem występuje piosenkarka Martina Pártlová.

## Członkowie zespołu

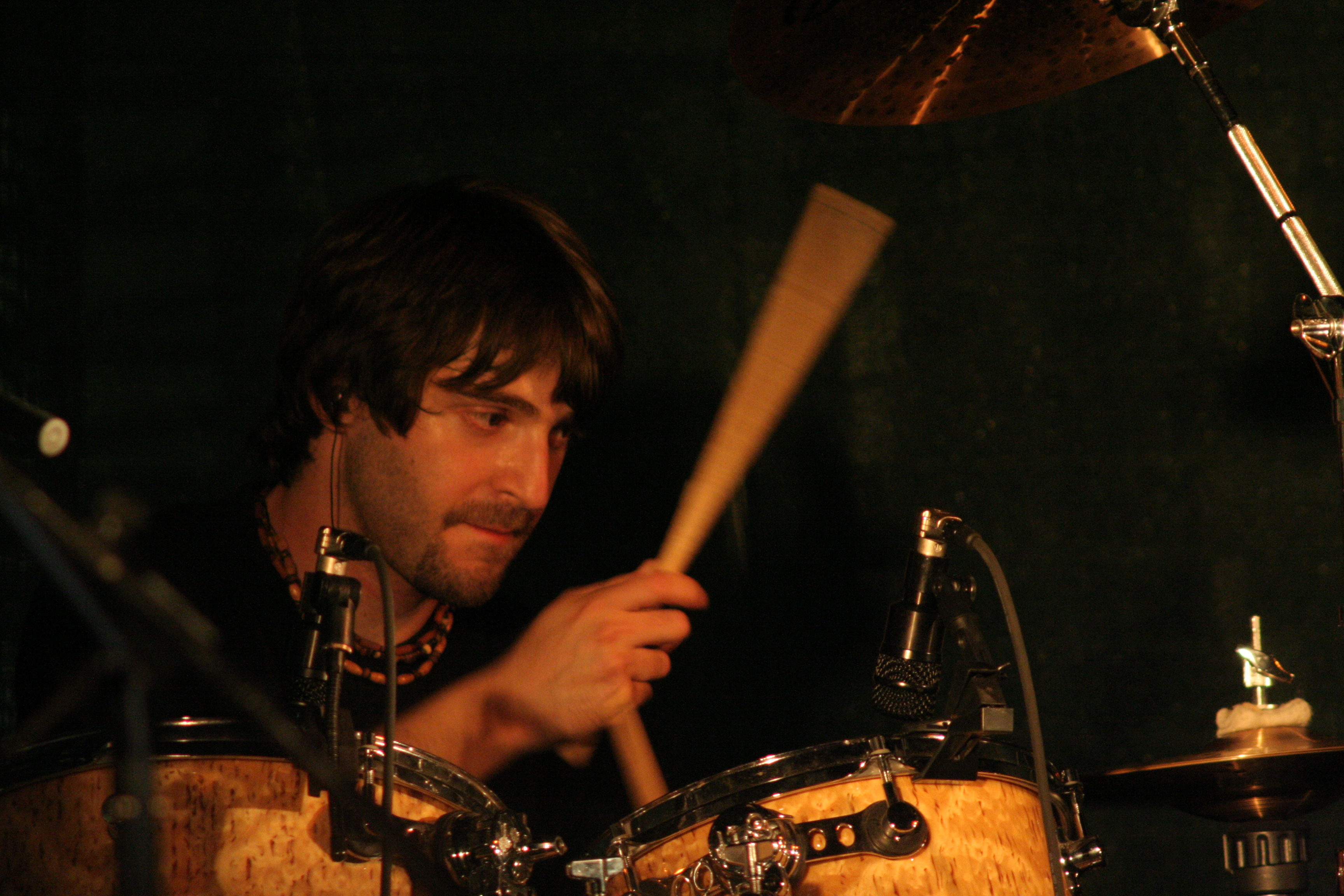
Roman Lomtadze

- Karel Holas (od 1994) – skrzypce, śpiew
- František Černý (założyciel zespołu) – gitara, śpiew
- Jiří Michálek (1988–2001) – akordeon, gitara, zmarł w 2019 r.[4]
- Roman Lomtadze (2004–2008),
- Martin Vajgl (od 2008) – perkusja
- Michal Pavlík (od 1994) – wiolonczela, dudy
- Radek Pobořil (od 1990) – akordeon, trąbka, flet
- Taras Voloshchuk – kontrabas

## Dyskografia[5]
- 1991 – Dověcnosti
- 1996 – Mezi horami
- 2000 – Čechomor (album)
- 2001 – Proměny
- 2002 – Rok ďábla
- 2002 – Čechomor Live
- 2003 – Proměny tour 2003
- 2004 – Čechomor 1991-1996
- 2005 – Co sa stalo nové
- 2006 – Stalo sa živě (CD i DVD)
- 2007 – Sváteční Čechomor
- 2008 – Svatba na bitevním poli
- 2008 – Pověsti moravských hradů a zámků
- 2009 – Pověsti slezských hradů a zámků
- 2010 – Písně z hradů a zámků
- 2011 – Místečko (reedice Suzanne Vega)
- 2011 – Čechomor na hradě Loket
- 2011 – Místečko (Limitovaná edice)
- 2012 – Speciální singl "Přines hit"
- 2012 – Čechomor v Národním
- 2013 – Čechomor 25 let Český Krumlov Live
- 2015 – Svátečnější
- 2018 – Nadechnutí